# V596 Puppis
V596 Puppis (V596 Pup / HD 71581 / HR 3335) es un sistema estelar de magnitud aparente +6,59.
Situado en el límite de las constelaciones de Pyxis y Puppis, recibe también la denominación de variable VV Pyxidis, a pesar de que está encuadrada en la última de las constelaciones antes citadas.
Se encuentra a 572 años luz del sistema solar.
El sistema V596 Puppis consta de al menos tres componentes, aunque pudieran ser cuatro.
La estrella más brillante es una binaria espectroscópica formada por dos estrellas blancas de la secuencia principal de tipo espectral A1V.
De idénticas características, ambas tienen una temperatura superficial de 9500 K y brillan con una luminosidad 34 veces mayor que la luminosidad solar.
Tienen una masa 2,10 veces mayor que la del Sol y un radio 2,16 veces más grande que el radio solar.
La velocidad de rotación proyectada de ambas es de 23 km/s.
El par constituye una binaria eclipsante cuyo período orbital es de 4,5962 días.
En los eclipses —cuando una de las estrellas intercepta la luz de su compañera— su brillo disminuye 0,47 magnitudes, siendo por tanto una estrella variable.
Las características de esta binaria son muy parecidas a las de la brillante Menkalinan (β Aurigae), con la diferencia de que en este último sistema las dos estrellas están más evolucionadas.
Visualmente aproximadamente a 0,3 segundos de arco de V596 Puppis, se observa otra estrella de magnitud +7,9 que también forma parte del sistema. De tipo espectral A5-A7, su masa es un 62% mayor que la masa solar. Se ha especulado que también pueda ser una estrella binaria; sin embargo, mediante interferometría de moteado se ha descartado la existencia de acompañantes cuya separación visual sea mayor de 30 milisegundos de arco.
Aunque los parámetros orbitales no son bien conocidos, puede tardar en torno a 370 años en completar una órbita alrededor de la binaria eclipsante.
El sistema tiene una edad estimada de 316 millones de años.